# Dora Melegari

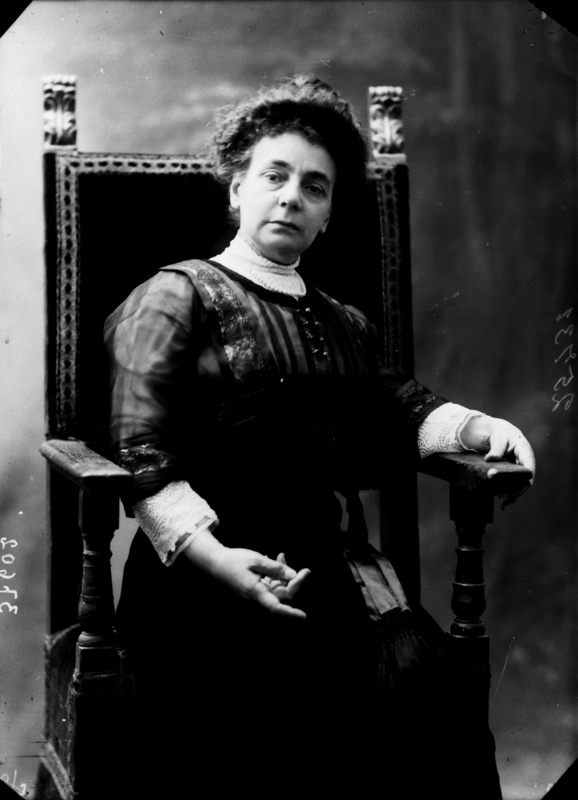
Dora Melegari

Dora Melegari, eigentlich Dorette Marie Melegari (* 27. Juni 1849 in Lausanne, Schweiz; † 31. Juli 1924 in Rom, Italien), war eine schweizerische Schriftstellerin, die ihre Werke in französischer wie auch italienischer Sprache veröffentlichte. Gelegentlich benutzte sie auch die Pseudonyme Thomas Emery und Forsan.

## Leben
Melegari war die Tochter des Diplomaten Luigi Amedeo Melegari und dessen Ehefrau Marie Caroline Mandrot. Ihre Schulbildung erhielt sie durch Hauslehrer und Gouvernanten. Bereits in ihrer Jugend begann sie erste Texte zu verfassen und der Journalist Octave Mirbeau, ein Freund ihrer Eltern, wurde dabei zu ihrem Mentor. Einem On-dit nach half er Melegari bei ihren ersten Romanen als Ghostwriter.
Ihr erster Text wurde 1887 unter dem Namen «Thomas Emery» in der Zeitschrift Internationale Revue veröffentlicht.
Mit 75 Jahren starb Melegari in Rom und fand ihre letzte Ruhestätte auf dem Cimitero acattolico.

## Werke (Auswahl)
Romane
- Dans la vieille rue. Paris 1880.
- Les incertitudes de Livie. Paris 1881.
- Marthe de Thiennes. Paris 1886.
- Kirie Eleison. Paris 1896.
- Hors d’atteinte. Paris 1900.
  - Deutsch: Gefeit. Engelhorn, Stuttgart 1903 (übersetzt von G. Hagen)
- Caterina Spadaro. Mailand 1908.
- Chercheurs de sources. Paris 1908.
- Christine Auberjol. Paris 1908.
  - Deutsch: Christine Auberjol. Benziger, Einsiedeln 1910 (übersetzt von Itha Marie Bossi-Fedrigotti)
- In cerca di sorgenti. Mailand 1910.
- Le tre capitali. Barbèra, Florenz 1900/10.

1. La città forte. 1900.
2. La città del giglio. Mailand 1911.

- La resurrezione di Lazzaro. Rom 1915.

Sachbücher
- Amici e nemici. Mailand 1914.
- Il destarsi delle anime. Mailand 1915.
- Ames et visages des femmes. Les victorieuses. Paris 1913 (Portraits von Christine de Pizan, Françoise d’Aubigné, Julie Récamier, Isabella d’Este, Marie Thérèse, Florence Nightingale, Helen Keller und Sœur Julie).

Als Herausgeberin
- Journal intime de Benjamin Constant et lettres a sa famille et ses amis. Paris 1886.
- La giovane Italia et giovane Europa. Carteggio inedito tra Giuseppe Mazzini e Luigi Amedeo Melegari. Rom 1906.

## Ehrungen
- Der Maler Hans Otto Baumann porträtierte sie in einem Ölgemälde.
- 1914 wurde Melegari für den Nobelpreis für Literatur vorgeschlagen[2]
- 1923 wurde sie erneut für den Nobelpreis für Literatur vorgeschlagen[3]

## Fussnoten
1. ↑  Gertraude Stahl-Heimann: Der protestantische Friedhof oder der Friedhof der Nichtkatholiken in Rom "Denen, die auferstehen werden". Heidelberg : Rhein-Neckar-Zeitung, 2000, S. 85
2. ↑  Auf Grund des Ersten Weltkriegs wurde dieser aber in diesem Jahr nicht verliehen.
3. ↑  1923 bekam dieses Preis der Schriftsteller William Butler Yeats.

| Personendaten    | Personendaten                                                                            |
| ---------------- | ---------------------------------------------------------------------------------------- |
| NAME             | Melegari, Dora                                                                           |
| ALTERNATIVNAMEN  | Melegari, Dorette Marie (wirklicher Name); Emery, Thomas (Pseudonym); Forsan (Pseudonym) |
| KURZBESCHREIBUNG | schweizerische Schriftstellerin                                                          |
| GEBURTSDATUM     | 27. Juni 1849                                                                            |
| GEBURTSORT       | Lausanne, Schweiz                                                                        |
| STERBEDATUM      | 31. Juli 1924                                                                            |
| STERBEORT        | Rom Italien                                                                              |